# ويليام ميلر (سياسي أسترالي)
ويليام ميلر (بالإنجليزية: William Miller)‏ هو فلاح وسياسي أسترالي وبريطاني (وحمل سابقاً جنسية المملكة المتحدة لبريطانيا العظمى وأيرلندا)، ولد في 1850 في المملكة المتحدة، وتوفي في 20 يونيو 1922. انتخب عضو مجلس النواب جنوب أستراليا من الجمعية عن دائرة Electoral district of Burra Burra ‏ وقد انضم خلال فترته النيابية (3 مايو 1902 – 5 أبريل 1918)  للكتلة البرلمانية مستقل.